# Pamexis lutea
Pamexis lutea là một loài côn trùng trong họ Myrmeleontidae thuộc bộ Neuroptera. Loài này được Thunberg miêu tả năm 1784.